# Garmond Clément
Garmond Clément est un ecclésiastique du XIIe siècle, élu - mais non confirmé - évêque d'Auxerre en 1182.

## Biographie
Garmond Clément est issu d'une famille de conseillers du roi de France. Deux de ses frères, Gilles Clément, puis Robert Clément, seigneur du Mez en Gâtinais, tuteur puis précepteur du jeune Philippe Auguste, furent tour à tour les principaux ministres du roi.
Garmond a peut-être été le supérieur de l'abbaye de Quincy, abbaye-fille de Pontigny, avant de devenir abbé de Pontigny en 1181.
Il est élu en 1182 pour succéder à l'évêque Guillaume de Toucy, « non tant pour son propre mérite, que grâce au zèle empressé de son frère Gilles, alors élevé par le roi au premier rang de la cour ». L'élection est donc contestée par des dignitaires de l’Église d'Auxerre. Les deux parties se rendent à Rome pour demander au pape de trancher. Mais l'affaire traîne en longueur, et une épidémie se déclare dans la ville ; Garmond en meurt le 15 ou le 17 novembre 1182, ainsi que de nombreux membres des deux délégations. Coincidemment, son frère Gilles tombe en disgrâce et perd sa charge. 
Il est toutefois noté présent à Poitiers en tant qu'évêque d'Auxerre, auprès du légat Henri évêque d'Albane, le 1er avril 1182,.
Le corps de Garmond est rapporté de Rome et inhumé à Pontigny, sous une tombe de porphyre.